# Martin Tétreault
Martin Tétreault est un DJ de musique improvisée et un plasticien né en 1957 à Saint-Jean-Baptiste-de-Rouville au Québec (Canada). Il utilise les platines vinyles comme base de création.

## Biographie
Durant sa jeunesse, Martin Tétreault se passionne pour la musique expérimentale et s'oriente vers des études d'arts plastiques. En 1984, il décide de couper en deux le disque vinyle de Larry and Lemore: "Travelling Guitars", de recoller les deux parties à l'envers, et de jouer le disque tel quel sur sa platine. Dès lors il utilise ce concept pour créer des sons uniques à partir de disques vinyles qu'il transforme radicalement en les triturant ou en les habillant d'autres matériaux.
Son œuvre contient beaucoup de duos avec des personnes telles que Kevin Drumm ou Otomo Yoshihide, avec également des productions solos.

## Discographie
- Martin Tétreault: Des pas et des mois (Ambiances Magnétiques, 1991)
- Robert Marcel Lepage, Martin Tétreault: Callas: La diva et le vinyle (Ambiances Magnétiques, 1997)
- René Lussier, Martin Tétreault: Dur Noyau Dur (Ambiances Magnétiques, 1998)
- Diane Labrosse, Ikue Mori, Martin Tétreault: Île bizarre (Ambiances Magnétiques, 1998)
- M, Otani, Otomo, Tétreault: Four Focuses (Amoebic, 1999)
- Otomo Yoshihide, Martin Tétreault: 21 situations (Ambiances Magnétiques, 1999)
- Kevin Drumm, Martin Tétreault: Particles and Smears (Erstwhile, 2000)
- René Lussier, Martin Tétreault: Qu’ouïs-je? (Ambiances Magnétiques, 2000)
- Diane Labrosse, Martin Tétreault: Parasites (Ambiances Magnétiques, 2001)
- Charles, Kristoff K.Roll, Labrosse, Tétreault Camps, Rieussec: Tout le monde en place pour un set américain (Victo, 2003)
- Otomo Yoshihide, Martin Tétreault: Studio — Analogique — Numérique (Ambiances Magnétiques, 2003)
- Christine Germain, Martin Tétreault: Journal Territoire. Bestiaire à têtes de femme (Planète rebelle, 2004)
- Bernard Falaise, Martin Tétreault: Des gestes défaits (&records, 2004)
- Érick d'Orion, Martin Tétreault: 1948 (Kohlenstoff records, 2016)
- Érick d'Orion, Martin Tétreault: Avant (Tour de bras, 2017)